# International Association for Plant Taxonomy
L'International Association for Plant Taxonomy (IAPT) è un'associazione internazionale che si occupa della sistematica vegetale, di tassonomia e nomenclatura botanica. È stata fondata il 18 luglio 1950 a Stoccolma.
Pubblica il giornale trimestrale Taxon (ISSN 0040-0262) e la serie Regnum Vegetabile (ISSN 0080-0694).
Le varie edizioni del Codice Internazionale di Nomenclatura Botanica vengono pubblicate come parte dell'ultima serie.